# Acanthopleura gemmata
Acanthopleura gemmata of de grofgestekelde schubkeverslak is een keverslak die behoort tot de familie Chitonidae.
Deze soort wordt tot 150 millimeter lang en is ovaalrond van vorm, met een zeer brede zoom.
De soort leeft onder stenen in het littoraal en sublittoraal.
Acanthopleura gemmata komt voor in de Indo-Pacifische regio en in de Japanse regio.